# سیمون گوئرا
سیمون گوئرا (انگلیسی: Simone Guerra؛ زادهٔ ۳۰ اوت ۱۹۸۹) بازیکن فوتبال اهل ایتالیا است.
از باشگاه‌هایی که در آن بازی کرده‌است می‌توان به باشگاه فوتبال اسپتزیا، باشگاه فوتبال ویرتوس انتلا، باشگاه فوتبال پیاچنزا، باشگاه فوتبال ونتزیا، باشگاه فوتبال بنونتو، و ماترا کالچو اشاره کرد.